# ماكسيميليان فيشر
ماكسيميليان فيشر (بالألمانية: Maximilian Fischer)‏ عالم حشرات نمساوي، ولد في 1929 وتوفي في عام 2019.